# 20768 Langberg

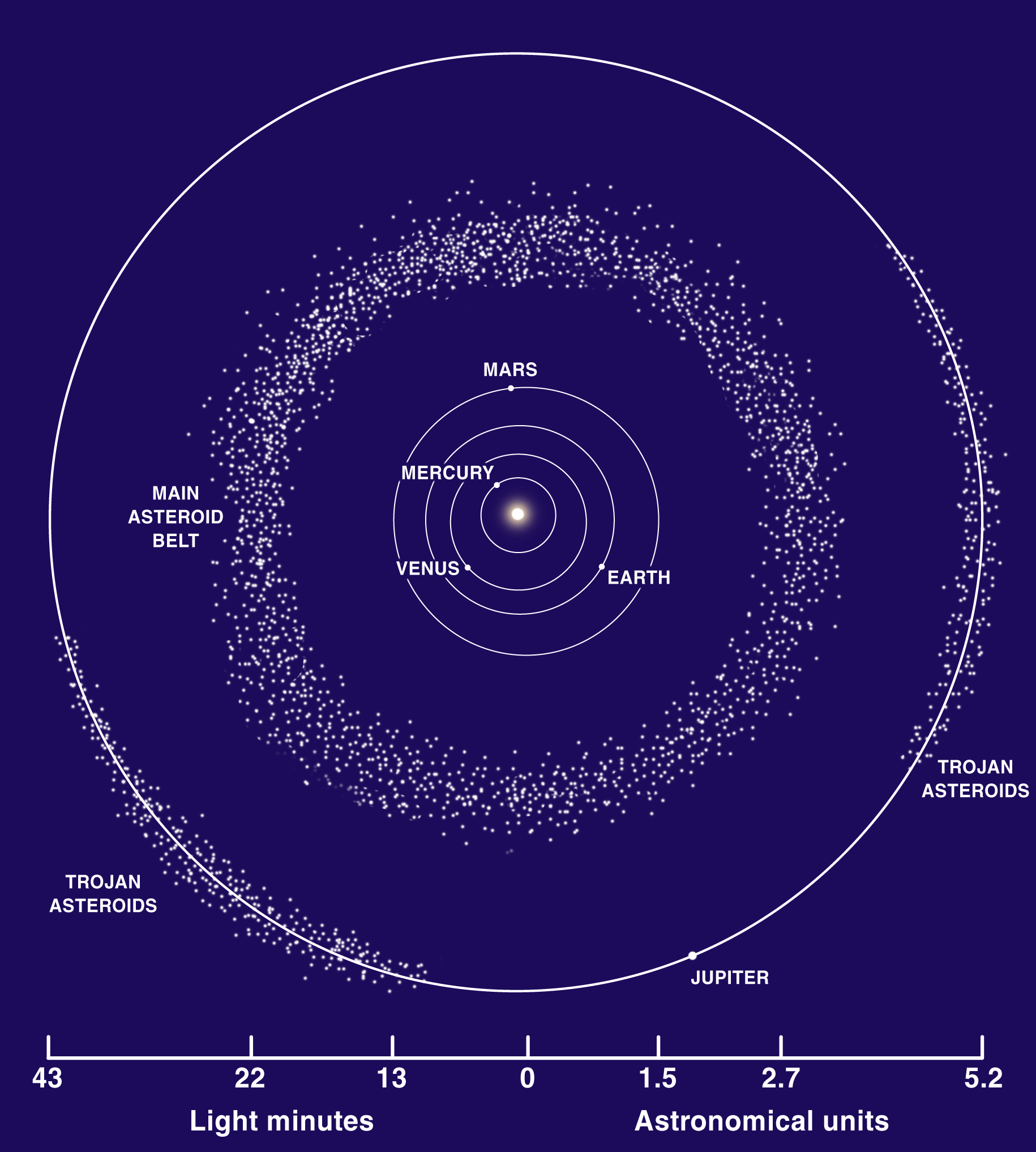
Posizione della fascia principale nel sistema solare

20768 Langberg è un asteroide della fascia principale. Scoperto il 25 agosto del 2000 dal Lincoln Near-Earth Asteroid Research a Socorro in Nuovo Messico, USA; presenta un'orbita caratterizzata da un semiasse maggiore pari a 2,3975512 UA e da un'eccentricità di 0,1915293, inclinata di 3,38151° rispetto all'eclittica.